# Klaus Lage
Klaus Lage est un chanteur de schlager allemand né le 16 juin 1950 à Soltau en Basse-Saxe.
Il est devenu célèbre en 1984 grâce à son titre Tausend mal berührt (Mille fois touché).

## Discographie

### Albums
- 1980 - Klaus Lage
- 1982 - Positiv
- 1983 - Stadtstreicher
- 1984 - Schweißperlen
- 1985 - Heiße Spuren
- 1987 - Amtlich
- 1989 - Rauhe Bilder
- 1991 - Lieben & Lügen
- 1992 - Ein Lachen in Reserve
- 1994 - Katz & Maus
- 1999 - Live zu zweit
- 2000 - Mensch bleiben
- 2003 - Die Welt ist schön
- 2006 - Zug um Zug

### Singles
- 1978 - Alle ham's geschafft außer mir
- 1979 - Urrffie (Gertcha)
- 1980 - Ich bleib diesen Sommer zu Haus
- 1982 - Komm halt mich fest
- 1983 - Mit meinen Augen
- 1983 - Fang neu an
- 1984 - 1000 und 1 Nacht
- 1984 - Wieder zuhaus
- 1984 - Monopoli
- 1985 - Faust auf Faust
- 1985 - Eifersucht (ist Marterpfahl)
- 1985 - Stille Wasser
- 1986 - Istanbul (live)
- 1987 - Nie wieder Kind
- 1987 - Wenn Du Wärme brauchst
- 1987 - Steig nicht aus
- 1988 - Die Liebe bleibt
- 1989 - Sooo lacht nur sie (die Malerin)
- 1989 - Zurück zu Dir
- 1990 - Hand in Hand
- 1991 - Tief verwundet
- 1991 - Nichts erinnert mich
- 1992 - Comeback des Lebens
- 1992 - Endsieg des Ellbogens
- 1994 - Weil Du anders bist
- 1995 - Weil ich sie liebe
- 1995 - C'est la vie
- 2000 - Kopf hoch